# Castello di San Lorenzo (Nesso)
Il castello di Nesso, anche detto di San Lorenzo per la vicina chiesa, è una struttura militare di Nesso, in provincia di Como. Fin dall'inizio non è un castello feudale, ma bensì consorziale.

## Storia e descrizione
È stato sempre gestito dall'intera popolazione, infatti, storicamente non vi sono riferimenti a castellani, ma è stato variamente abitato.
La fortificazione costituiva un recinto dotato di torri, con lo scopo di presidiare il territorio e, all'occorrenza, bloccare il passaggio dei nemici. Si trovava in linea di vista con la Torraccia di Brienno, con la quale avrebbe formato un unico sistema di sorveglianza.
Il castello costituì la residenza del vescovo di Como Rainaldo, amico di Pier Damiani e fedelissimo di Gregorio VII durante la lotta per le investiture.
Durante la guerra decennale, pochi giorni dopo la Pasqua del 1124, il castello venne conquistato dai comaschi, reduci da un fallito attacco all'Isola Comacina. In tale occasione, i Comaschi demolirono le torrette di vedetta di cui il castello di San Lorenzo risultava essere dotato.
Nel 1449, i Comaschi convertirono i resti del castello in una struttura fortificata.
Il castello rinascimentale venne distrutto tra il 1531 e il 1532, durante le sempre più frequenti incursioni del condottiero di Francesco II Sforza Gian Giacomo Medici a danno dei borghi rivieraschi del Triangolo Lariano. In questo contesto, uno degli uomini più fidati del Medeghino venne soprannominato Falco della Rupe, proprio in riferimento alla posizione del castello di San Lorenzo. 
Della struttura rinascimentale resta il muraglione di 15 metri in pietra a sostegno del terrapieno: il muraglione costituisce una parte residua della struttura fortificata realizzata dai Comaschi nel 1449.
Nel XIX secolo si aggiunsero sia le tre torrette merlate, costruite sulla base delle analoghe precedenti postazioni, sia i merli “a coda di rondine” (detti anche merli ghibellini), posti a coronamento del muraglione sul lato che prospetta il lago.